# Brundibár

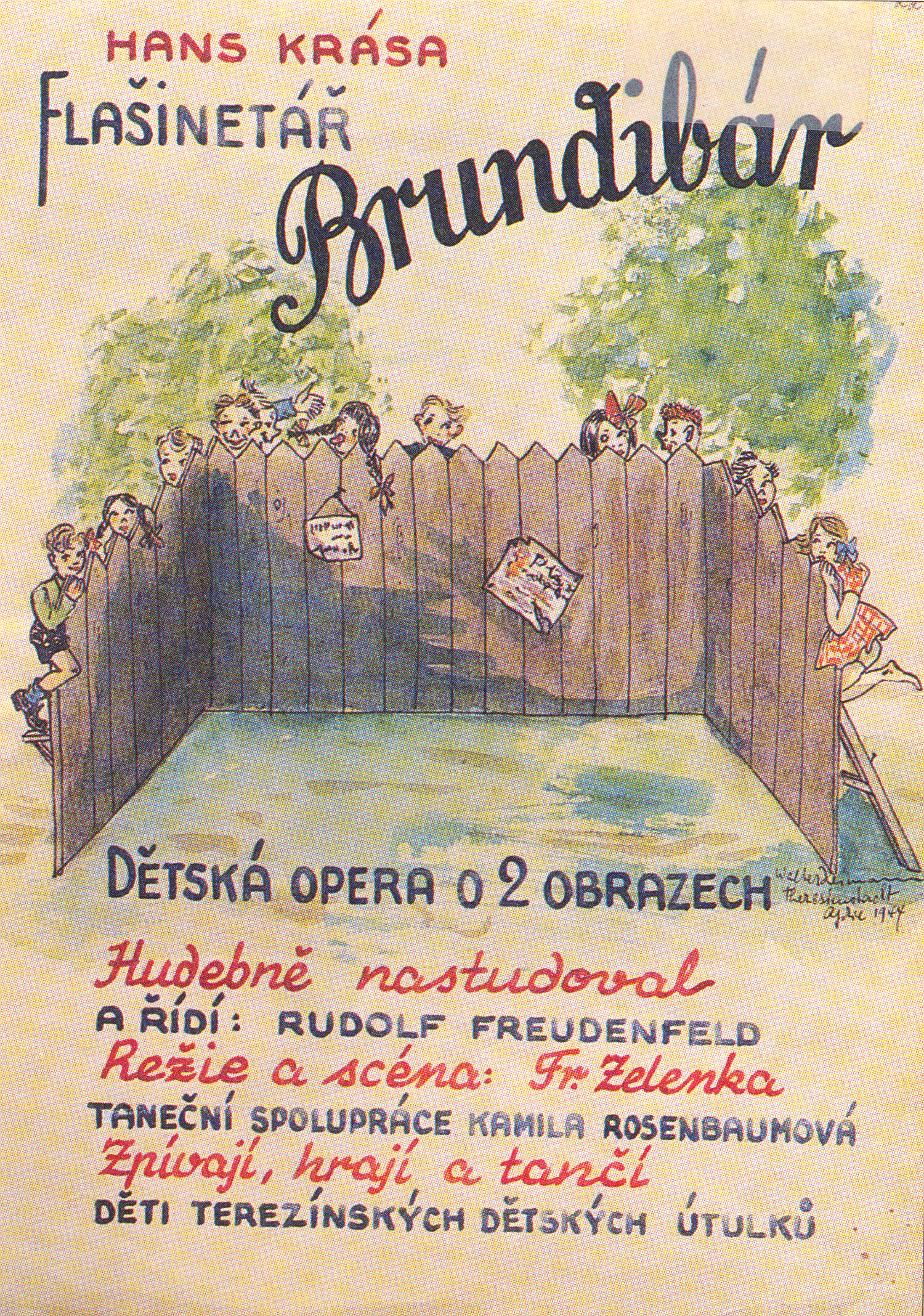
A Brundibár előadásának plakátja, Terezín, 1944.

A Brundibár Hans Krása cseh zeneszerző és Adolf Hoffmeister forgatókönyvíró gyermekoperája. Brundibár az egyik főszereplő neve.

## A név eredete
A Brundibár (ejtsd: brungyibár) a dongó hangjára emlékeztető hangutánzó szó. Eredetileg egy cseh népmesealak neve. Egy semmirekellő darázs, aki ellopja a szorgos méhektől a mézet. Az opera keletkezésének idején a Brundibár szót már morgolódó, morgós, kellemetlen, zsörtölődő, mogorva emberre alkalmazták. Ma már nem használják.

## Terezín
A helyszín a mai csehországi Terezín, az egykori Theresienstadt, a Harmadik Birodalom egyik koncentrációs tábora.

## Az opera cselekménye
Az operát gyerekek számára írták, cselekménye nagyon egyszerű: Aninka (ejtsd: Anyinka) és Pepiček (ejtsd: Pepicsek) apja meghalt, anyukája beteg, és az orvos azt mondta, hogy a gyógyuláshoz tejre van szüksége. A gyerekek tejet akarnak venni a piacon, de minden árus csak pénzért hajlandó adni nekik árut, a tejesember is. Hogyan szerezzenek pénzt? Ekkor meglátják, hogy Brundibár, a kintornás előtt összegyűlnek a felnőttek, vígan énekelnek és táncolnak, és még pénzt is dobnak földre tett sapkájába. Erre ők is eléneklik kedvenc dalukat (a vadlibáról), de a felnőttek nem figyelnek rájuk. Kettejüknek nagyon gyenge a hangjuk a verklihez képest, Brundibár pedig, félve a konkurenciától, elkergeti őket. A többi felnőtt is aktívan segít neki ebben.
Este a Kutya, a Macska és a Veréb szegődik hozzájuk. Együtt kitervelik, hogy segítségül hívnak sok gyereket, és együttesen elég erős lesz a hangjuk, hogy észrevegyék őket a felnőttek. Másnap a Kutya, a Macska és a Veréb össze is gyűjti a gyerekeket (találkoznak óra után). Minden a terv szerint halad. Brundibárra senki sem figyel, a gyerekek altatódala túlharsogja Brundibár foxtrottját, polkáját, valcerét, és Pepiček sapkájába rengeteg pénz gyűlik. Brundibár ugyan egy óvatlan pillanatban ellopja, de nem jut messzire. Az emberek mind Aninkának és Pepičeknek segítenek, és gyorsan elfogják.
A Brundibár leginkább a következő három dolognak köszönhette népszerűségét a gettóban:
1. A gettó lakói látták, hogy a gyerekek élvezik a színházi előadást.
2. A zsarnok legyőzéséből reményt merítettek, hogy a saját elnyomásuk, a fennálló politikai rendszer is megszűnhet egyszer.
3. A zene dallamos, könnyen megjegyezhető, a dallamok vissza-visszatérnek az operában, a motívumok jól jellemzik a szereplőket és a szituációkat.

### A győzelmi zárókórus
| Brundibár poražen, už jsme ho dostali. Zaviřte na buben válku jsme vyhráli. Vyhráli proto jen, že jsme se nedali že jsme se nebáli že jsme si všichni svou písničku veselou do kroku zpívali. Kdo má tolik rád maminku s tatínkem a naši rodnou zem je náš kamarád a smí si s námi hrát. | Legyőztük Brundibárt, Messzire menekült, Dobszó és harsonák Hirdessék hőstettünk. Szóljanak harsonák, Zengjék az énekünk, Zengjék a győzelmünk. Társunk volt sok gyerek, Hatalmas hadsereg. Így együtt nem félünk. Számíthattunk rád, Elég volt éneked. Nem kellett más, csak ez, És sok jó barát Legyőzte Brundibárt. |

## Az opera története

### Prágában, 1942-ig
Hans Krása 1899-ben született Prágában, ahol ekkoriban három kultúra virágzott érdekes szimbiózisban: a cseh, a német és a zsidó. Krása ügyvéd apja cseh volt, anyja német. Hans Krása németül beszélt, de elég jól tudott csehül is. Krása a prágai Német Művészeti Akadémián, majd Párizsban tanult. Hazatérve dolgozott az Új Német Színházban, majd az avantgárd D 35 színházban. Itt dolgozott dramaturgként a kor neves karikaturistája, Adolf Hoffmeister. Egy, az ifjúság erkölcsi nevelését segítő állami pályázatra 1938-ban küldték el közös alkotásukat, a Brundibár című gyermekoperát. 1939 márciusában Csehországot megszállták a németek, így a pályázatokat nem bírálta el senki.
1941-ben Krása találkozott Rafael Schächter karmesterrel, aki, megtudván, hogy Krása gyermekoperát írt, elkezdte azt betanítani egy prágai zsidó árvaház fiúkórusának. Ezután Schächtert az első transzporttal Theresienstadtba küldték, és a próbákat Rudolf Freudenfeld, az árvaház igazgatójának húszéves fia vezette (Freudenfeld kezdettől Schächter segítője volt a próbákon).
Az első előadás 1942. november 27-én volt az árvaház ebédlőjében, százötven néző előtt). A prágai zsidók gyakran találkoztak (titokban) az árvaházban kulturális és egyéb rendezvényeken, különösen amikor már tilos volt gyülekezniük és kulturális tevékenységet folytatniuk (akár nézőként is).
A szerzők nem lehettek jelen az ősbemutatón. Hoffmeistert éppen a Brundibárnak köszönhetően meghívták Londonba, és csak a felszabadulás után tért vissza Csehszlovákiába. Krása 1942. augusztus 10-én került Terezínbe. A második előadást a Hagibor sportpályához tartozó épületben tartották. A díszlettervező és a rendező František Zelenka volt. A díszlet deszkakerítésből állt; a kerítésen kutya, macska, veréb képét ábrázoló plakátot vetettek át, melyen a fej helyén egy lyuk volt, és a szereplő dugta ki a lyukon a fejét, és úgy énekelte el a szerepét.
A fiúárvaházban minden szerepet fiúk játszottak, Aninkáét is. Mivel az ebédlőben kevés volt a hely, a zenekar csak egy zongorából, egy hegedűből és egy dobból állt. Csak egy kotta volt: a zongorakivonat. Abból játszott mind a három zenész, és azt nézte a karmester is.

### A gettóban, 1943–1945
Rudolf Freudenfeldet 1943 júniusában vitték Terezínbe. Magával vitte a Brundibár zongoraátiratát, és Krása (aki akkor már a gettó szabadidő-bizottságának zeneszekcióját vezette) rögtön elkezdte írni az opera 2. változatát. Amennyire emlékezett, fejből, és a gettóban fellelhető hangszerekre. A díszleteket is a szűkös lehetőségekhez szabták. Egy hónappal később megérkeztek Terezínbe az árvaházban lakó gyerekek és a dolgozók. A 2. változat első előadása 1943. szeptember 23-án volt a Magdeburg laktanyaépület nagytermében (Rudolf Freudenfeld 22. születésnapján).
Krása eredetileg a következő hangszerekre írta a Brundibárt: fuvola (+ pikoló), 2 klarinét, trombita, zongora, 2 hegedű, egy csellószólam (1 vagy 2 csellóval), kisdob, nagydob, cintányér. Ehhez képest az 1. változat első előadásán a zenekar egy zongorából, egy hegedűből és egy dobból állt. A gettóban pedig négy hegedűből, egy csellóból, egy bőgőből, egy fuvolából, egy klarinétból, egy trombitából, egy kisdobból, egy zongorából, egy harmonikából és egy gitárból állt. Krása kicsit változtatott az operán; változott például néhány jelenet, néhány hangnem; itt írt hozzá egy közjátékot, a Szerenádot (Altató) stb. A gettó parancsnokságának utasítására írt elé egy nyitányt (mivel „nem létezhet opera nyitány nélkül”). A nyitány egyik dallamát átvette az operából, és a nyitányt játszó hangszerek is majdnem megegyeznek.
Theresienstadtban változott az opera szövege is; Krása a finálé addig kissé antikapitalista hangulatú szövegét kicserélte egy antifasiszta hangulatúra, melyet Emil Saudek írt Theresienstadtban:
1. változat (Hoffmeister): Kdo má rád maminku s tatínkem a naši rodnou zem, je náš kamarád a smí si s námi hrát. (Aki anyukáját-apukáját és a hazánkat szereti, a barátunk és játszunk vele.)
2. változat (Saudek): Kdo má právo rád a při něm obstojí a nic se nebojí, je náš kamarád a smí si s námi hrát. (Aki szereti az igazságot és bátran kiáll mellette, a barátunk és játszunk vele.)

A Brundibárban a szabadság és a barátság győzedelmeskedik a zsarnokság felett. Egy ilyen helyen, ahol mindenkire a halál vár, az előadás félórája a remény egyetlen lehetősége volt. A gettó lakói párhuzamot láttak Hitler és Brundibár között. Ha kissé tompítottan is, a Brundibár antifasiszta hangulatú volt, amelyben az igazság végül győz. Hihetetlen, hogy ilyen sokszor megengedték előadni.
Az első időben hangszerek sem voltak, először nem volt zongora sem, aztán találtak egy láb nélküli zongorát, azzal kezdtek dolgozni, később egyre-másra csempésztek be a gettóba különféle hangszereket, és így állt össze egy szedett-vedett, agyonjavítgatott hangszerekből és kiváló muzsikusokból álló zenekar. Schächter gyakran próbált a kórussal és a szólistákkal. A zenekari próbák előtt külön karmesteri leckéket adott Freudenfeldnek.
A díszletek a gettó asztalosműhelyében található fahulladékból készültek, a jelmezek különböző korú emberek régi levetett ruháiból és ruhamaradékaiból. A gettóban a díszletek olyanok voltak, mint az árvaházban, de a három állatnak jelmeze is volt, és így nem csak a kerítésen dughatták ki a fejüket, hanem szabadon is mozoghattak a színpadon pontfénnyel megvilágítva.
A Brundibárt 1944. szeptemberig (kb. 50 hét alatt) 55-ször adták elő a gettóban, nem számítva a „nem hivatalos” előadásokat a folyosókon, az udvar végében, padláson stb. Ahogy az előadókat elvitték koncentrációs táborokba, mindig újak adták elő a szerepeket. Ott, annak idején Theresienstadtban valóban tényszerűen történt, amit képletesen szoktak az emberek emlegetni: zene mindhalálig.
Sok előadást ért meg az alábbi szereposztás:
| Aninka    | Greta Hofmeister (Maria Mühlstein, Anna Flachová) |
| Pepiček   | Pinťa Mühlstein (Eli Mühlstein)                   |
| Brundibár | Honza Treichlinger                                |
| Veréb     | Maria Mühlstein (Rafael Herz-Sommer)              |
| Macska    | Ela Stein                                         |
| Kutya     | Zdeněk Ornstein (Hana Polak Drori, Susan Klein)   |

A verklis szerepét minden előadáson ugyanaz a csodálatos tehetségű fiú, Honza Treichlinger énekelte. Bármennyire is negatív szereplő Brundibár, ő volt a közönség kedvence. Viccesen tudta mozgatni az orra alá ragasztott bajszát, és mindig a legjobb pillanatban. Egyébként a nézők a lélegzetüket is visszafojtották, annyira aktuális és vérre menő volt számukra az opera, és amikor Honza megmozdította a bajszát, nem egyszer lehetett hallani, ahogy a nézők kiengedik a visszafojtott lélegzetüket.
Aninkát és Pepičeket is alapjában véve ugyanaz a gyerekszínész játszotta végig; csak akkor helyettesítette őket más, ha betegek voltak. Eppsteinre (a Vének Tanácsának elnökére), aki maga nem is beszélt csehül, olyan mély benyomást tett a Brundibár, hogy Honzát a húsüzembe helyezte, nehogy legyengüljön és megbetegedjen.
A gettóban nagy sláger volt a Brundibár. Volt, aki többször is megnézte. A gyerekek úton-útfélen dallamokat dúdolgattak belőle.

### Világszerte, 1945 után
1945 után – a többi terezíni műalkotáshoz hasonlóan – sokáig a Brundibárral sem törődött senki. 1965-ben bukkant fel először a Cseh televízióban.
Abban, hogy ma ilyen népszerű a Brundibár, nagy része volt Joža Karasnak. Karas Varsóban született, cseh keresztény családba, és 1948-ban vándorolt ki az USA-ba, ahol híres hegedűművész és zenetanár lett. 1970-től kezdve nagy erőfeszítéseket tett a Brundibár megismertetésére, első feleségével együtt angolra fordította, és ő vezényelte az opera USA-beli bemutatóját 1975-ben. 1985-ben jelent meg Music in Terezín, 1941–1945 című könyve, amely alapműnek tekinthető a theresienstadti zenei élet témájában, a következő kiadásban pedig a könyvet kibővítette és kijavította a gettó több túlélőjének egységesített visszaemlékezéseivel.
1992 óta az opera nagyon népszerű, ma már szinte mindennap játsszák valahol a világon. Különösen népszerű az USA-ban, Németországban és Ausztriában. 1995-ben például egy, a holokauszttal kapcsolatos iskolai projekt keretén belül bejárta Németországot és Ausztriát.
Az előadásokra gyakran meghívnak egy-egy túlélőt, aki annak idején gyerekként a szereplők között volt Theresienstadtban, és aki ma is csehül énekli a finálét, miközben a körülötte levő gyerekek angolul, németül stb. Ezek közül a túlélők közül a legismertebb Ela Stein (Steinová) Weissberger. Ő meséli el leggyakrabban emlékeit a mai gyerekeknek és ő szerepel a legtöbbet a sajtóban. Az interneten fellelhető legtöbb cikk is az ő adatait idézi.
2003-ban az USA-ban megjelent a Brundibár könyvváltozata. A szöveget Tony Kushner írta, a képeket Maurice Sendak rajzolta. Ez a változat az akkori gyerekekhez szólt, főleg az USA-ban élőkhöz. Jobban kidomborította azokat mondanivalókat, melyeknek a számukra volt nagyobb jelentősége (így került bele például Brundibár „utóirata” is arról, hogy ő még visszatér).

### Budapesten 2004-ben és 2009-ben
2004. szeptember 27–28-án Budapesten a Holokauszt Emlékközpontban adta elő a svájci Mädchenkantorei Basel kórusa (gyermekszólistákkal), a svájci „Il mosaico” Ifjúsági Zenekar és a Budapesti Énekes Iskola kórusa Hermann Ostendarp vezényletével.
Az előadók a zeneművet a holokauszt során elhunyt másfél millió gyerek, valamint az Auschwitzban meggyilkolt nagykanizsai gyermekkórus tagjai és vezetőjük, a 2002-ben elhunyt Pauk Anna énekművész emlékének ajánlották.
Hans Krása, csakúgy mint Viktor Ullmann és Pavel Haas (szintén Terezín lakói), Gustav Mahler és Arnold Schönberg „tanítványa” volt. 2007-ben a Mahler Ünnepen bemutatták Ullmann „Atlantisz császára” című művét (amit annak idején Theresienstadtban nem engedtek bemutatni, mert sokkal nyilvánvalóbban utalt az akkori politikai rendszerre, mint a Brundibár). 2009-ben pedig először szólalt meg magyar nyelven a Brundibár, Rajk Judit fordításában. Az előadás húsz gyerekszereplőjét Fischer Iván a Budapesti Énekes Iskola (vezető: Bubnó Tamás és Mezei János), az MR Gyermekkara (vezető: Thész Gabriella) és a Magyar Állami Operaház Gyermekkórusának (vezető: Gupcsó Gyöngyvér) tagjaiból, a zenekart a Budapesti Fesztiválzenekar művészeiből válogatta, a rendező Novák Eszter volt. Két előadás volt szeptemberben a Művészetek Palotájában. Novemberben néhány iskolai előadás volt, decemberben pedig néhány előadás a Holokauszt Emlékközpontban. A mű háttér-történetének megismerésére Győri László szerkesztésében, Sólyom András rendezésében dokumentumfilm készült, amelyet az előadások előtt levetítettek a közönségnek. A szeptember 9-i előadásra Izraelből Budapestre érkezett a theresienstadti előadások egyik magyar túlélője, Simon Szegeli is.
Szereposztás:
| Aninka        | Kincses Kriszta Katona Dóra   |
| Pepiček       | Oláh Marcell John Frost       |
| Brundibár     | Őszi Balázs Gergely Bernadett |
| Veréb         | Rozmán Ábel Kincses Kriszta   |
| Macska        | Czachesz Zsófia Budavári Anna |
| Kutya         | Husz Krisztián Szieber Vivien |
| Fagylaltos    | Hámori Dávid Kertész Márton   |
| Pék (pereces) | Schuch Dániel                 |
| Tejesember    | Darázsi Péter Lipovetz Péter  |
| Rendőr        | Kelemen Viktor Lipovetz Péter |

Zenekar: hegedű (4 db), cselló, nagybőgő, harmonika, trombita, klarinét, fuvola, gitár, zongora, kisdob, nagydob, cintányér. Vezényelt: Fischer Iván.

### Angolul
- Learning from History. Visiting Israel with Brundibár
- Joža Karas: Music in Terezín, 1941-1945 (1985) ISBN 0-918728-34-7, melyből részletek találhatók itt:
- George E. Berkley: Hitler's Gift: The Story of Theresienstadt, melyből részletek találhatók itt:
- Steven Spielberg Video Archive Nazi propaganda film about Theresienstadt / Terezin